# SkiGull

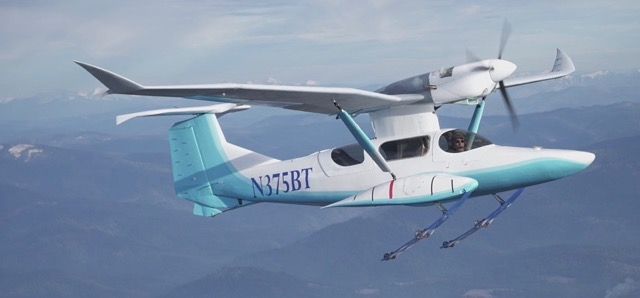
«SkiGull» в своём первом полете (лыжное шасси выпущено).

SkiGull (каламбур слов "чайка на лыжах" и "небесная чайка") - лёгкий американский самолёт-амфибия, разработанный конструктором Бертом Рутаном.

## Тактико-технические характеристики

### Технические характеристики
Характеристики приведены по описанию самолёта на сайте AVweb:
- Экипаж: 1 человек
- Двигатели:
  - 1 × Rotax 912iS с воздушным и жидкостным охлаждением, горизонтально-оппозитный, с пропеллером (100 л. с.)
  - 2 электрических мотора, каждый (12 л. с.)

### Лётные характеристики
- Крейсерская скорость: 315 км/ч